# Eugenio Bertuetti
Eugenio Bertuetti (Gavardo, 14 luglio 1895 – 12 marzo 1964) è stato un giornalista, critico teatrale, commediografo e letterato italiano.

## Biografia
Dopo essersi trasferito a Torino nel 1914 per frequentare il Politecnico si dedica però al giornalismo diventando nel 1922 direttore de Il Maglio e dal 1924 vicedirettore del quotidiano piemontese Il Regno.
Dal 1939 al 1943, dopo essere stato vice direttore di Ermanno Amicucci alla Gazzetta del Popolo di Torino, passa alla direzione dello stesso quotidiano. Con la caduta del fascismo rassegnò le dimissioni trasferendosi nella natia Sopraponte sul lago di Garda.
Eugenio Bertuetti ha scritto tre commedie con Sergio Pugliese: Re Aroldo (1938), Il velo bianco (1939), e Scritto sull'acqua (1940).
 Nel 1947 pubblicò  il libro di racconti Miele Amaro e dal 1949 al 1964 diresse la rivista letteraria Lo Smeraldo, edita dalla casa farmaceutica Sigurtà.
Dal 1953 al 1960 ha diretto il settimanale Radiocorriere TV, svolgendo anche l'attività di consulente RAI.
A lui è dedicata la biblioteca comunale di Gavardo.

## Vita privata
Si sposò nel 1954 con Julie (Giulia) Gino vedova di Giovanni Garbarino e originaria di Nizza Monferrato. Dopo il lungo soggiorno torinese il Bertuetti ritornò nella casa di famiglia di Sopraponte, vicino a Gavardo.